# Villeneuve-Tolosane
Villeneuve-Tolosane är en kommun i departementet Haute-Garonne i regionen Occitanien i södra Frankrike. Kommunen ligger i kantonen Tournefeuille som tillhör arrondissementet Toulouse. År 2022 hade Villeneuve-Tolosane 10 704 invånare.

## Befolkningsutveckling
Antalet invånare i kommunen Villeneuve-Tolosane
Referens:INSEE